# Engelberg
Engelberg ist eine politische Gemeinde des Kantons Obwalden in der Zentralschweiz.
Der Ort geht auf die 1120 gegründete Benediktinerabtei Kloster Engelberg zurück und ist eine Exklave des Kantons Obwalden, umgeben von den Kantonen Bern, Nidwalden und Uri. Engelberg ist ein Ort des Sommer- und Wintertourismus.

## Geographie

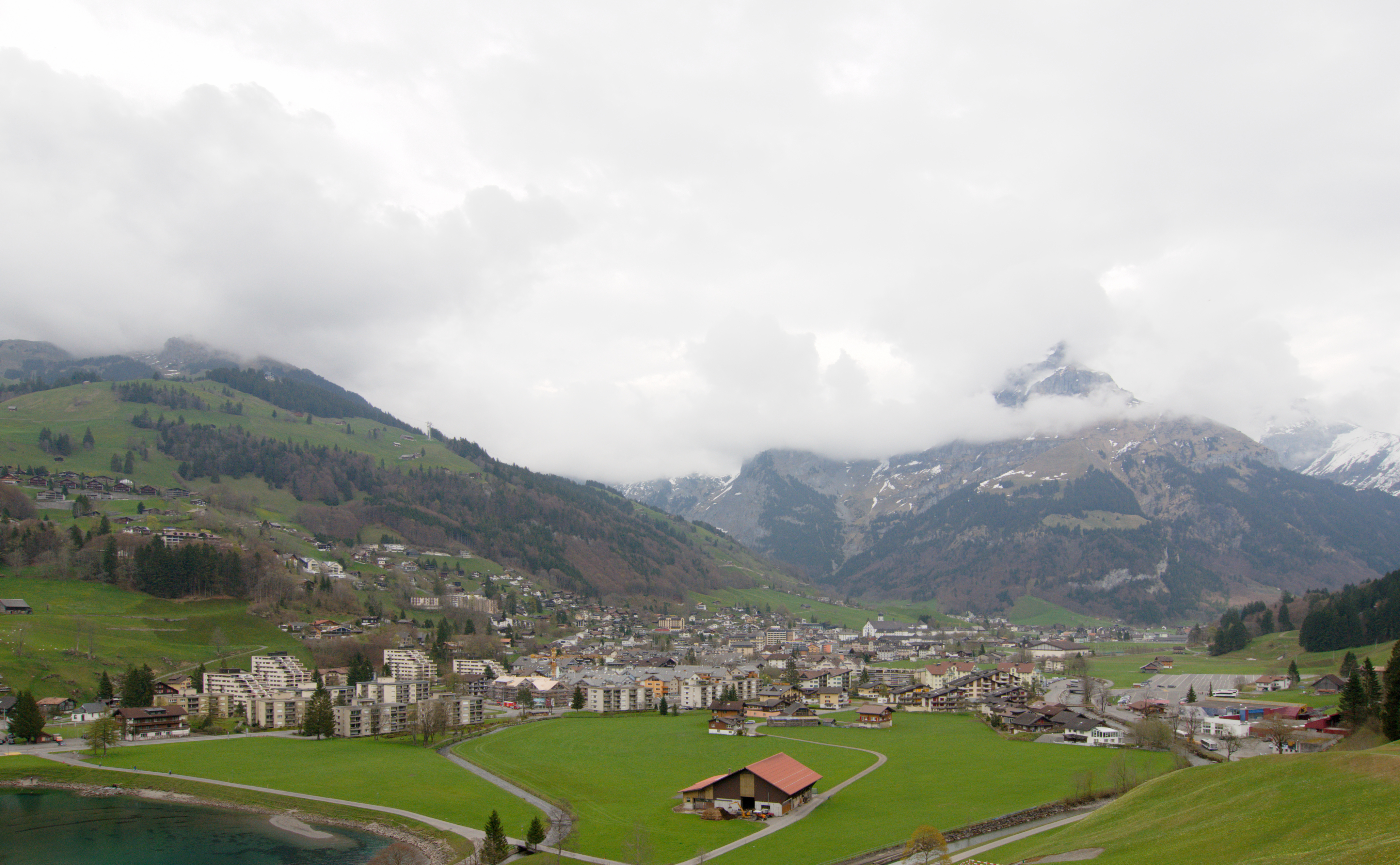
Blick von Südwesten auf Engelberg

Engelberg liegt 25 km südlich des Vierwaldstättersees und 20 km südlich des Dorfes Stans, in einem flachen, weiten Hochtal auf rund 1000 m Höhe. Der Ort ist eingeschlossen zwischen dem Gebirgsmassiv des 3238 m hohen Titlis im Süden und einer Bergkette im Norden, die von den bis zu rund 2800 m hohen Bergen Engelberger Rotstock, Ruchstock, Rigidalstock und den Walenstöcken gebildet wird. Im Osten beherrscht der unmittelbar über dem Ort thronende Hahnen mit 2600 m Höhe das Ortsbild.
Der flache Talboden von Engelberg entstand am Ende der letzten Eiszeit, als ein gewaltiger, vom Titlis her kommender Bergsturz den Talausgang Richtung Nordwesten versperrte. Der daraufhin entstandene natürliche Stausee wurde binnen weniger tausend Jahre durch Geröll und Sand aufgefüllt, der von der Engelberger Aa und ihren Zuflüssen von den benachbarten Bergen herangeführt wurde. Heute erinnert nur noch der kleine, für die Elektrizitätserzeugung künstlich regulierte Eugenisee im unteren Ortsteil an den einstigen Gebirgssee. Unterhalb davon stürzt der Bach ins Aa-Tobel, wo die steile Geländestufe bis heute heftiger Erosion und vereinzelten Erdrutschen unterliegt.

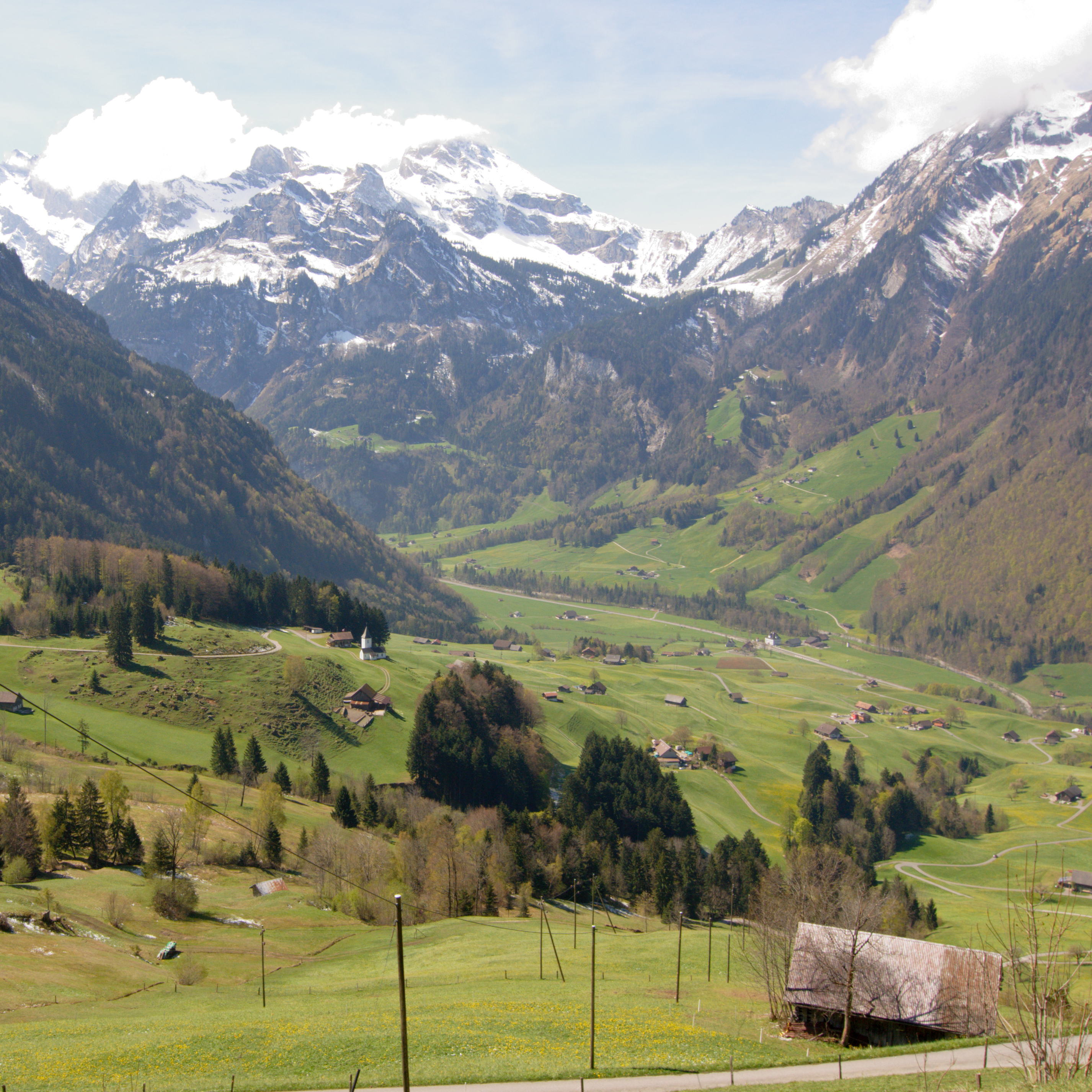
Grafenort im unteren Engelbergertal

Zur Gemeinde Engelberg gehört auch der unterhalb der Aaschlucht, im unteren Engelberger Tal in der Nähe von Wolfenschiessen gelegene Flecken Grafenort (Seehöhe 570 m).
Das nördlich des Haupttals abzweigende Horbistal mit dem Bärenbach endet jäh unterhalb einer steil abfallenden Felswand. Diese Stelle trägt den bildhaften Namen End der Welt.
Flussaufwärts setzt sich der Talverlauf der Engelberger Aa Richtung Osten und später nach Nordosten noch rund 15 km bis zum 2292 m hohen Surenenpass fort.
Engelberg hat eine Dreikantonsecke zu Bern und Nidwalden (), eine zu Bern und Uri () und eine zu Nidwalden und Uri ().
Vom gesamten Gemeindegebiet sind nur 3,1 % Siedlungsfläche. Grosse Teile des Gemeindeareals sind mit Gehölz und Wald bedeckt (24,5 %) oder werden landwirtschaftlich genutzt – oft als Alpen (28,5 %). Weit mehr Flächen sind unproduktiv, meist Gebirge (43,9 %).

### Klima
Für die Normalperiode 1991–2020 beträgt die Jahresmitteltemperatur 6,8 °C, wobei im Januar mit −1,7 °C die kältesten und im Juli mit 15,4 °C die wärmsten Monatsmitteltemperaturen gemessen werden. Im Mittel sind hier rund 129 Frosttage und 35 Eistage zu erwarten. Sommertage gibt es im Jahresmittel rund 17, während im Schnitt ein Hitzetag zu verzeichnen ist. Die Messstation von MeteoSchweiz liegt auf einer Höhe von 1036 m ü. M.
|                        | Jan  | Feb  | Mär  | Apr  | Mai  | Jun  | Jul  | Aug  | Sep  | Okt  | Nov  | Dez  |   |      |
| Mittl. Temperatur (°C) | −1,7 | −1,1 | 2,5  | 6,3  | 10,4 | 13,8 | 15,4 | 15,2 | 11,4 | 7,6  | 2,5  | −0,8 | ⌀ | 6,8  |
| Mittl. Tagesmax. (°C)  | 2,0  | 3,0  | 7,3  | 11,7 | 16,0 | 19,3 | 21,0 | 20,6 | 16,3 | 12,2 | 6,4  | 2,8  | ⌀ | 11,6 |
| Mittl. Tagesmin. (°C)  | −5,3 | −5,1 | −1,7 | 1,5  | 5,4  | 8,9  | 10,7 | 10,7 | 7,2  | 3,8  | −0,9 | −4,2 | ⌀ | 2,6  |
|                        |      |      |      |      |      |      |      |      |      |      |      |      |   |      |
| Niederschlag (mm)      | 89   | 81   | 98   | 112  | 166  | 179  | 198  | 196  | 128  | 110  | 102  | 107  | Σ | 1566 |
|                        |      |      |      |      |      |      |      |      |      |      |      |      |   |      |
| Sonnenstunden (h/d)    | 1,6  | 3,2  | 4,1  | 4,9  | 4,7  | 5,3  | 5,3  | 5,1  | 4,4  | 3,6  | 2,1  | 1,0  | ⌀ | 3,8  |
|                        |      |      |      |      |      |      |      |      |      |      |      |      |   |      |
| Regentage (d)          | 11,4 | 10,0 | 12,2 | 12,0 | 14,5 | 15,9 | 15,7 | 14,7 | 11,7 | 10,3 | 10,9 | 11,7 | Σ | 151  |
|                        |      |      |      |      |      |      |      |      |      |      |      |      |   |      |
| Luftfeuchtigkeit (%)   | 79   | 77   | 74   | 72   | 76   | 78   | 79   | 81   | 84   | 82   | 81   | 80   | ⌀ | 78,6 |

| −5,3 |

| −5,1 |

| −1,7 |

| 1,5 |

| 5,4 |

| 8,9 |

| 10,7 |

| 10,7 |

| 7,2 |

| 3,8 |

| −0,9 |

| −4,2 |

| −5,3 |

| −5,1 |

| −1,7 |

| 1,5 |

| 5,4 |

| 8,9 |

| 10,7 |

| 10,7 |

| 7,2 |

| 3,8 |

| −0,9 |

| −4,2 |

## Geschichte

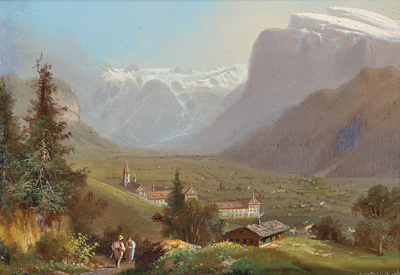
Blick auf Engelberg (Gemälde von Hubert Sattler)

Engelberg um 1895

Blick über die Klosteranlage und einen Teil von Engelberg Richtung Titlis, um 1910

Engelberg, historisches Luftbild von 1919, aufgenommen aus 1000 Metern Höhe von Walter Mittelholzer

Wirtschaftlich war die Grundlage des Tales die Landwirtschaft, wobei Engelberg zum sogenannten Hirtenland der Zentralschweiz gehört, wo schon früh der Ackerbau wieder aufgegeben wurde und die gesamte Landwirtschaft auf der Viehwirtschaft und dem Export von Hartkäse, vorwiegend nach Norditalien, beruhte. Deshalb war die landwirtschaftliche Tätigkeit stark durch die Jahreszeiten geprägt, mit Alpauf- und Alpabtrieb und zusätzlicher Mahd zur Gewinnung von Heu für den Winter. Die Engelberger nahmen im Sommer grosse Zahlen an Gastrindern auf, die aus Nidwalden und zum Teil noch darüber hinaus in das Tal zur Übersommerung auf den Alpen getrieben wurden. In den arbeitsärmeren Jahreszeiten betätigten sich viele Talbewohner als Säumer und transportierten den selbst produzierten Käse und andere Güter bis weit nach Italien und trieben gleichzeitig Handel mit italienischen Gütern in die Innerschweiz.
Engelberg war als Zugewandter Ort der Alten Eidgenossenschaft Teil des Heiligen Römischen Reiches. Die politische Herrschaft übte die um 1120 von Freiherr Konrad von Sellenbüren gegründete Benediktinerabtei Kloster Engelberg aufgrund einer königlichen Verleihung aus. So beschreiben es alle rechtshistorischen Werke zur Geschichte der Innerschweiz. Die Bewohner betrachteten ihre Situation ausweislich einer Auswertung der Talprotokolle wesentlich anders. Nachdem die Talbewohner 1531 in der Schlacht bei Kappel mit den Waldstätten gegen Zwingli gekämpft hatten, sahen sie sich selbst als gleichberechtigt mit den Eidgenossen. Auch wenn die Landsgemeinde-Verfassung formal nur in den Waldstätten (ausser Luzern) galt, nahmen die Bewohner des Engelberger Tals die Rechte daraus auch für sich in Anspruch.
In der Praxis übten die Bürger die politische Herrschaft selbst, in Form verschiedener Gemeindeversammlungen aus. Die Äbte des Klosters waren klug genug, nie auf ihre königlichen Rechte zu pochen, sie hatten alleine durch die Vorherrschaft im Grundbesitz in allen Versammlungen zu Themen, die Grund und Boden direkt betrafen, eine so starke Stellung, dass eine Berufung auf die formale Herrschaft nicht erforderlich war.
Die höchste Versammlung war die Talgemeinde. Sie wurde nur bei Bedarf einberufen, in manchen Jahren mehrmals im Jahr, ein andermal lagen mehr als zehn Jahre zwischen zwei Talgemeinden. Auf der Talgemeinde wurden die neun Gerichtsherren des Tales bestimmt, ihre Amtsdauer galt jeweils bis zur nächsten Gemeinde. In schwierigen Fällen konnte die Talgemeinde auch einen Landrat einsetzen, diesem gehörten ausser den Gerichtsherren 18 weitere Talbürger an. Der Landrat war bis zur Erledigung seiner Aufgabe im Amt oder zur nächsten Gemeinde. Ausserdem bestimmte die Talgemeinde den Säckelmeister, der das Talkästli beaufsichtigte. In diesem waren alle Urkunden des Tales niedergelegt, so dass es sich hier um eine ausserordentliche Vertrauensposition aber ohne eigentliche politische Macht handelte.
Für verschiedene Aufgaben gab es Talgemeindeversammlungen, zu denen nur die jeweils betroffenen gerufen wurden. Darunter fallen die Säumergemeinde aller am Saumhandel beteiligten und die Nachtwächtergemeinden der einzelnen Siedlungskerne. Zur Genossengemeinde wurde alljährlich am Thomastag, dem 21. Dezember gerufen. Hier nahmen nach Abschluss der Almsaison alle Eigentümer und Nutzer der vier Almgemeinschaften im Tal teil, rechneten das vergangene Jahr ab und legten die Grundsätze für die Bewirtschaftung des nächsten Jahres fest.
Das mittelalterliche Kloster wurde mehrfach von Bränden zerstört, zuletzt am 29. August 1729 durch Feuerwerk von Studenten, doch ohne Unterbrechung bis heute weitergeführt. Ausserdem suchten die Pest – zuletzt 1628/29 – und politische Streitigkeiten im Hoch- und Spätmittelalter mehrfach das Tal heim. Bei dem Pestausbruch 1628/29 wechselte der Hof Mühlematt innerhalb eines Jahres dreimal den Besitzer, nachdem jeweils die Besitzer Hans und Balz Häcki an der Pest gestorben waren. Bernardin Häcki, ein reicher freier Talbauer, hatte den Hof 1585 für 930 Luzerner Gulden und gegen 2 Plappert jährlichen Bodenzins vom Kloster erworben.

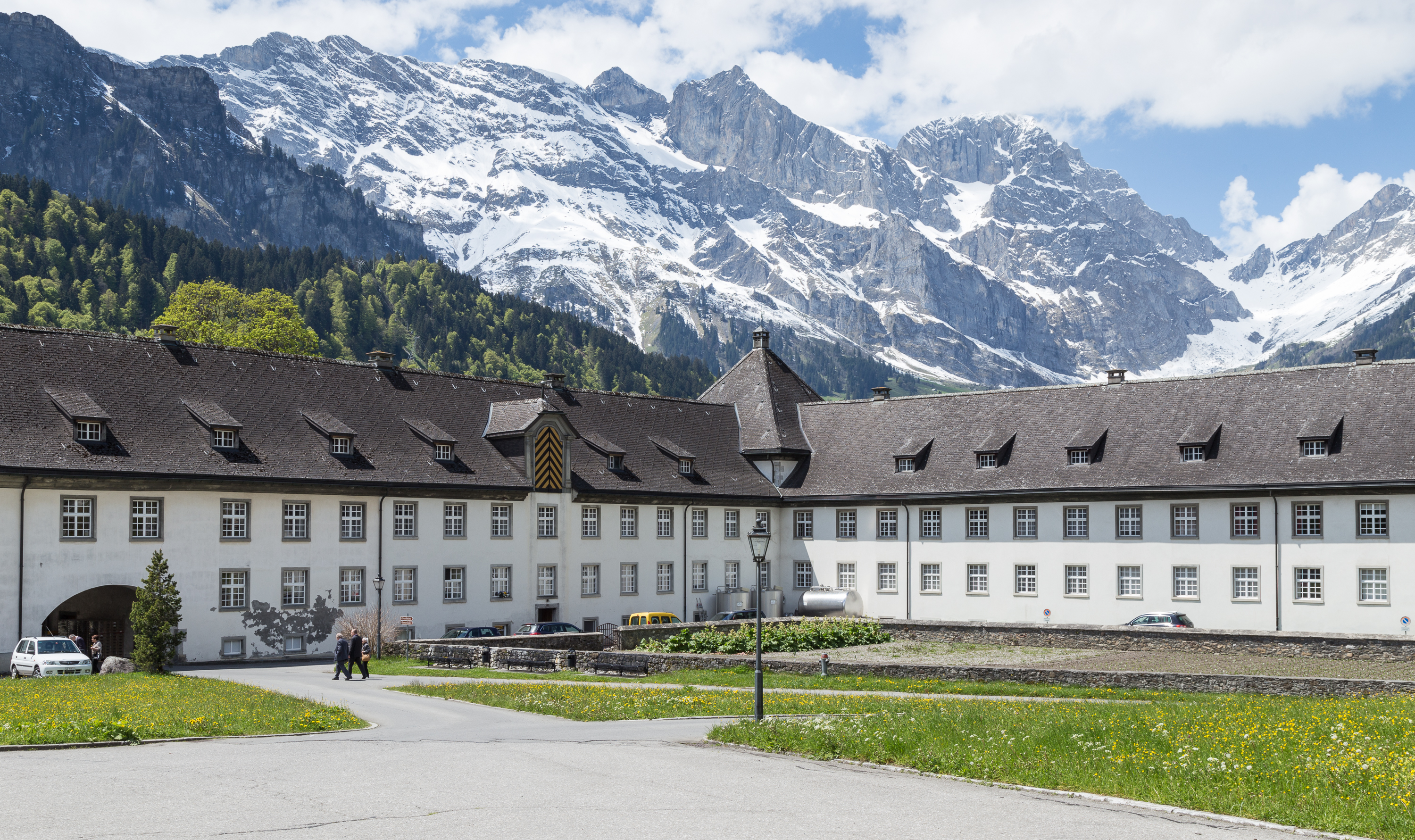
Kloster Engelberg

Der Name Engelberg geht auf eine Legende zurück, wonach Engelsstimmen von der Höhe des Berges Hahnen die Gründung der Abtei veranlassten. Der Engel erscheint denn auch im Wappen des Ortes. Die Klostergemeinschaft (bis 1615 als Doppelkloster Mönche wie Nonnen umfassend) wurde zur Keimzelle eines geistlichen Miniaturstaates, welche sich im 13./14. Jahrhundert unter die Schirmherrschaft der Eidgenossen stellte. Sie gründete eine Kloster-, Schreiber- und Malerschule, aus der sich die heutige Stiftsschule Engelberg entwickelte und dem Tal über die Grenzen der Schweiz hinaus Bekanntheit brachte. Mit zunehmenden weltlichen Freiheitswünschen begann das Kloster ab dem 15. Jahrhundert sukzessive gewisse Privilegien abzutreten.
1797–1798 kam es, infolge einer Invasion französischer Truppen, zum Zusammenbruch der Alten Eidgenossenschaft. Am 1. März 1798 verzichtete das Kloster auf die Herrschaftsrechte über das Engelberger Tal: Es nahm, wie Obwalden, die neue helvetische Verfassung an, die Rechtsgleichheit und Gewaltenteilung vorsah. Nidwalden hingegen leistete Widerstand gegen die neue Staatsform. Es folgte ein Sommer voller Spannungen und Drohungen seitens des Kantons Nidwalden. Der Kanton forderte von der Gemeinde Engelberg vergeblich, sich dem Widerstand anzuschliessen. Dieser wurde im September 1798 durch französische Truppen blutig niedergeschlagen.
Nach der Niederlage Napoleons in der Völkerschlacht bei Leipzig wurde 1813 die neue, von Frankreich geschaffene Verfassung aufgehoben. Einige Kantone, darunter Nidwalden, forderten die Rückkehr zu einer ständisch geprägten Verfassung. 1815 jedoch wurde ein neuer Bundesvertrag beschlossen, dem sich alle Kantone anschlossen – bis auf Nidwalden, das sich, wohl auch unter dem Einfluss des Traumas von 1798, zunehmend radikalisierte. Die Talgemeinde Engelberg beschloss daraufhin die Trennung von Nidwalden und schloss sich im Juli 1815 in einer vorläufigen Vereinbarung dem Kanton Obwalden an. Im August 1815 setzte der Einmarsch von Bundestruppen dem Nidwaldner Widerstand ein unblutiges Ende. Im November 1815 wurde mit dem verbindlichen Einverleibungs-Vertrag Engelberg endgültig zu einer Obwaldner Exklave.
Mitte des 19. Jahrhunderts setzte der Tourismus ein, der im 20. Jahrhundert zum bestimmenden Wirtschaftsfaktor wurde. Es entstanden mehrere Hotelanlagen sowie ein Kursaal und ein Kurpark. 1898 wurde Engelberg von Stansstad aus mit der Stansstad–Engelberg-Bahn, der ersten elektrischen Zahnradbahn, erschlossen. Diese Öffnung nach aussen drängte auch den sozialen Einfluss des Klosters zurück.
In den 1920er Jahren führte eine landwirtschaftliche Krise zur Auswanderung einiger Familien nach Oberösterreich. 1938 fanden in Engelberg die Alpinen Skiweltmeisterschaften statt.

## Bevölkerung

### Bevölkerungsentwicklung
Die Einwohnerzahl in der Gemeinde wuchs zwischen 1709 und 1850 stark an (1709–1850: +156,2 %). Grund hierfür war ein starker Geburtenüberschuss. Zwischen 1850 und 1860 kam es zu einer ersten Abwanderungswelle (1850–1860: −4,1 %). 1870 war die Bevölkerungszahl wieder auf der Höhe von 1850. Der aufkommende Tourismus sorgte für einen Bevölkerungsanstieg in den 1870er-Jahren. Danach folgten zwei Jahrzehnte des Stillstands. Vor dem Ersten Weltkrieg kam es zu einem grossen Anstieg der Einwohnerschaft (1900–1910: +22,6 %). Der Bau der Stansstad–Engelberg-Bahn (Eröffnung der Linie 1898) und der einsetzende Wintertourismus (ab 1903) führten dazu. Die Krise des Fremdenverkehrs führte dann zu einem zweiten Bevölkerungsrückgang (1910–1920: −4,5 %). Nach dem Ende des Zweiten Weltkriegs bis 1980 folgte eine starke Wachstumsphase (1941–1980: +23,0 %). Nach einer Stagnationsphase in den 1980er-Jahren hat ein starker Bevölkerungsanstieg eingesetzt (1990–2020: +41,8 %).
Grund für den Anstieg waren die Verbesserung des Angebots des Öffentlichen Verkehrs (ab 1964 direkte Zugverbindung von Luzern nach Engelberg) und der Bau der A2.
Bevölkerungsentwicklung von Engelberg seit 1709. Quellen: lokale und kantonale Volkszählungen, Eidgenössische Volkszählungen (1850–2000), Bundesamt für Statistik (2010 und 2020)

### Sprachen
Die Bevölkerung spricht eine hochalemannische Mundart. Die regionale Mundart (eigener Prägung aufgrund der Lage) wird noch häufig gesprochen. Bei der letzten Volkszählung im Jahr 2000 gaben 88,2 % Deutsch, 2,48 % Serbokroatisch und 2,17 % Englisch als Hauptsprache an.

### Religionen – Konfessionen
Die Bewohner des Klosterdorfes Engelberg waren bis vor wenigen Jahrzehnten fast ausschliesslich römisch-katholischer Konfession. Obwohl die Katholiken noch heute eine klare Mehrheit im Dorf bilden, ist die religiöse Zusammensetzung der Bevölkerung in den letzten Jahrzehnten deutlich diverser geworden. Dies ist unter anderem auch damit zu erklären, dass in Engelberg heute über 25 % der Bevölkerung keine Schweizer Staatsangehörige mehr sind und zum Teil aus Ländern mit einer anderen religiösen Prägung stammen. Im Jahr 2016 zeigten sich die Konfessionsverhältnisse wie folgt: 2'733 Personen waren römisch-katholisch (64 %), daneben gab es 514 (12 %) evangelisch-reformierte Christen, 389 Personen (9 %) bekannten sich zu weiteren christlichen Konfessionen oder einer anderen Religion und 472 Personen (11 %) waren Konfessionslose. Zu 182 Personen (4 %) lagen keine Daten bezüglich ihrer religiösen Zugehörigkeit vor.

### Herkunft – Nationalität
Von den laut BFS 4230 Bewohnern Ende 2021 waren 3084 (72,91 %) Schweizer Staatsangehörige. Die Zugewanderten stammen mehrheitlich aus Mitteleuropa (Deutschland, Niederlande, Österreich und Slowakei), Südeuropa (Italien, Portugal und Spanien), dem ehemaligen Jugoslawien (Bosnien-Herzegowina und Kroatien), Westeuropa (Vereinigtes Königreich), Nordeuropa (Schweden) und Südosteuropa (Rumänien). Die grössten Zuwanderungsgruppen kommen aus Deutschland (266 Personen), Portugal (177 Personen), Schweden (91 Personen), Italien (53 Personen), Bosnien-Herzegowina (43 Personen), dem Vereinigten Königreich (43 Personen), den Niederlanden (39 Personen) und Österreich (38 Personen). Bei der Volkszählung 2000 waren 2886 Personen (81,4 %) Schweizer Bürger; davon besassen 138 Personen eine doppelte Staatsbürgerschaft.

### Altersstruktur
Die Gemeinde zählte im Jahr 2000 einen hohen Anteil an Leuten im Mittleren Alter. Während der Anteil der Personen unter zwanzig Jahren 26,24 % der Ortsbevölkerung ausmachte, waren 20,60 % Senioren (60 Jahre und älter). Die grösste Altersgruppe stellen die Personen zwischen 30 und 44 Jahren.
Bei der Volkszählung im Jahr 2000 ergab sich folgende Altersstruktur:
| Alter  | 0–6 Jahre | 7–15 Jahre | 16–19 Jahre | 20–29 Jahre | 30–44 Jahre | 45–59 Jahre | 60–79 Jahre | 80 Jahre und mehr |
| Anzahl | 273       | 414        | 243         | 455         | 833         | 596         | 584         | 146               |
| Anteil | 7,70 %    | 11,68 %    | 6,86 %      | 12,84 %     | 23,50 %     | 16,82 %     | 16,48 %     | 4,12 %            |

Die Gemeinde zählt heute einen hohen Anteil an Einwohnern im mittleren Alter. Während der Anteil der Personen unter zwanzig Jahren 16,55 % der Ortsbevölkerung ausmacht, sind 29,37 % Senioren (60 Jahre und älter). Die grösste Altersgruppe stellen die Personen zwischen 45 und 59 Jahren. Auf 100 Personen im arbeitsfähigen Alter (20–64 Jahre; 2550 Personen) entfallen 27 Junge (692 Personen) und 37 Menschen (939 Personen) im Pensionsalter.
Ende 2018 ergab sich folgende Altersstruktur:
| Alter                                                             | 0–6 Jahre | 7–15 Jahre | 16–19 Jahre | 20–29 Jahre | 30–44 Jahre | 45–59 Jahre | 60–79 Jahre | 80 Jahre und mehr |
| Anzahl                                                            | 213       | 323        | 156         | 481         | 775         | 1005        | 979         | 249               |
| Anteil                                                            | 5,09 %    | 7,73 %     | 3,73 %      | 11,50 %     | 18,54 %     | 24,04 %     | 23,42 %     | 5,96 %            |
| Quelle: Bundesamt für Statistik, Bevölkerung nach Alter Ende 2018 |           |            |             |             |             |             |             |                   |

## Politik
Der Engelberger Einwohnergemeinderat besteht aus fünf Personen.
- Bacher Mike, Talammann (CVP – Die Mitte), seit 2024
- Mahler Martin, Vizepräsident (FDP), seit 2016
- Zumbühl Martin (parteilos), seit 2016
- Amstutz Cornelia (CVP – Die Mitte), seit 2019
- Christen Claudia (parteilos), seit 2024

Das Präsidium wird in Engelberg Talammann genannt, welches seit 2024 von Mike Bacher (CVP) gehalten wird.

## Wirtschaft
Im Talboden selbst und auf den umliegenden Höhen sind grosse Tal- und Alpweiden verfügbar. Die alpine Milchviehwirtschaft, über Jahrhunderte der bestimmende Wirtschaftsfaktor, wird auch heute noch betrieben, zum Teil mit Hilfe von staatlichen Zuschüssen. Im Sommer bestimmt immer das Geläute der Kuhglocken die Geräuschkulisse in den Bergen, und sowohl in den Molkereien im Ort als auch direkt in den Käsereien auf den Alpen kann man den einheimischen Käse, beispielsweise den Sbrinz oder einen Ziegenkäse, probieren und direkt vom Erzeuger kaufen.
Mit 854’502 Übernachtungen im Jahr 2018 ist der Tourismus der bestimmende Wirtschaftsfaktor im Tal. Engelberg belegt im BAK TOPindex 2009 der BAKBASEL den sechsten Rang der Destinationen im Alpenraum.
In Engelberg gab es (2008) 1'990 Beschäftigte in 326 Betrieben. 8,5 % der Beschäftigten in Engelberg arbeiteten im Bereich Landwirtschaft/Forstwirtschaft/Fischerei (Sektor 1), 11,8 % in Industrie und Gewerbe (Sektor 2) und 79,7 % in Dienstleistungsunternehmen (Sektor 3). Die Arbeitslosenquote betrug 2011 1,09 %.
Im Jahr 2000 gab es 1'914 Erwerbstätige in Engelberg. Davon waren 1'561 (81,56 %) Einheimische und 353 Zupendelnde. Die Zupendelnden kamen vorwiegend aus der Region; nämlich aus Wolfenschiessen (22,7 %), Dallenwil, Oberdorf und Stans (je 8,5 %), der Stadt Luzern (6,5 %) und Buochs (5,7 %). Im gleichen Jahr waren 1'864 Menschen aus Engelberg erwerbstätig. Somit arbeiteten 302 Personen in anderen Gemeinden. In den Nidwaldner Hauptort Stans pendelten 70 Personen (= 23,2 % aller Wegpendelnden), in die Stadt Luzern 48 Personen (15,9 %), nach Stansstad 15 Personen (5,0 %), nach Sarnen 14 Personen (4,6 %), nach Emmen, Hergiswil und Wolfenschiessen je 12 Personen (je 4,0 %).
Im Jahr 2017 waren von den 2567 Beschäftigten 1314 männlich und 1253 weiblich. Die Zahlen für die drei Sektoren sehen wie folgt aus:
| | Betriebe                  | Betriebe                  | Beschäftigte              | Beschäftigte              | Vollzeitstellen | Vollzeitstellen |
| Anzahl | Anteil                    | Anzahl                    | Anteil                    | Anzahl                    | Anteil          |                 |
| --- | ------------------------- | ------------------------- | ------------------------- | ------------------------- | --------------- | --------------- |
| Betriebe 1. Sektor | 55                        | 11,07 %                   |                           |                           |                 |                 |
| Beschäftigte 1. Sektor | Beschäftigte 1. Sektor    | Beschäftigte 1. Sektor    | 166                       | 6,47 %                    |                 |                 |
| Vollzeitstellen 1. Sektor | Vollzeitstellen 1. Sektor | Vollzeitstellen 1. Sektor | Vollzeitstellen 1. Sektor | Vollzeitstellen 1. Sektor | 104             | 5,51 %          |
| Betriebe 2. Sektor | 53                        | 10,66 %                   |                           |                           |                 |                 |
| Beschäftigte 2. Sektor | Beschäftigte 2. Sektor    | Beschäftigte 2. Sektor    | 265                       | 10,32 %                   |                 |                 |
| Vollzeitstellen 2. Sektor | Vollzeitstellen 2. Sektor | Vollzeitstellen 2. Sektor | Vollzeitstellen 2. Sektor | Vollzeitstellen 2. Sektor | 215             | 11,39 %         |
| Betriebe 3. Sektor | 389                       | 78,27 %                   |                           |                           |                 |                 |
| Beschäftigte 3. Sektor | Beschäftigte 3. Sektor    | Beschäftigte 3. Sektor    | 2136                      | 83,21 %                   |                 |                 |
| Vollzeitstellen 3. Sektor | Vollzeitstellen 3. Sektor | Vollzeitstellen 3. Sektor | Vollzeitstellen 3. Sektor | Vollzeitstellen 3. Sektor | 1567            | 83,04 %         |
| Betriebe Total | 497                       | 100 %                     |                           |                           |                 |                 |
| Beschäftigte Total | Beschäftigte Total        | Beschäftigte Total        | 2567                      | 100 %                     |                 |                 |
| Vollzeitstellen Total | Vollzeitstellen Total     | Vollzeitstellen Total     | Vollzeitstellen Total     | Vollzeitstellen Total     | 1887            | 100 %           |
| Quelle: Bundesamt für Statistik; Statistik der Unternehmensstruktur STATENT, Arbeitsstätten und Beschäftigte nach Gemeinde und Wirtschaftssektoren |                           |                           |                           |                           |                 |                 |

## Verkehr

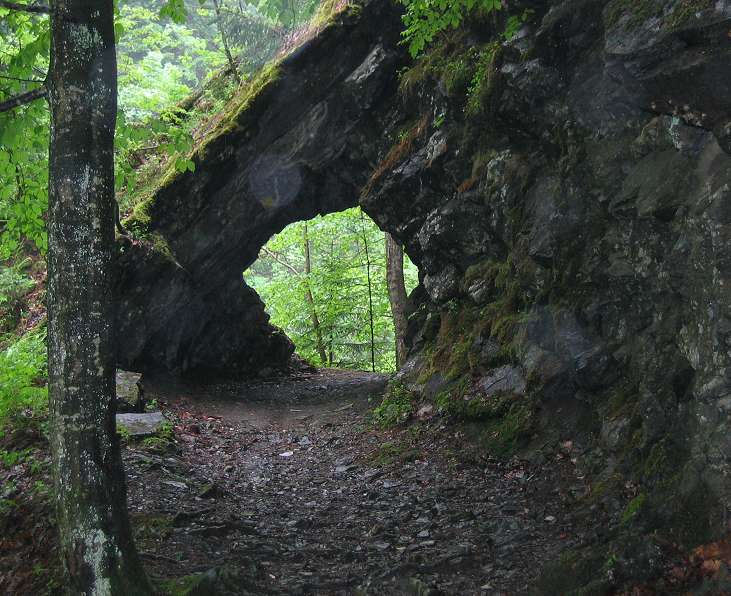
In der Aaschlucht

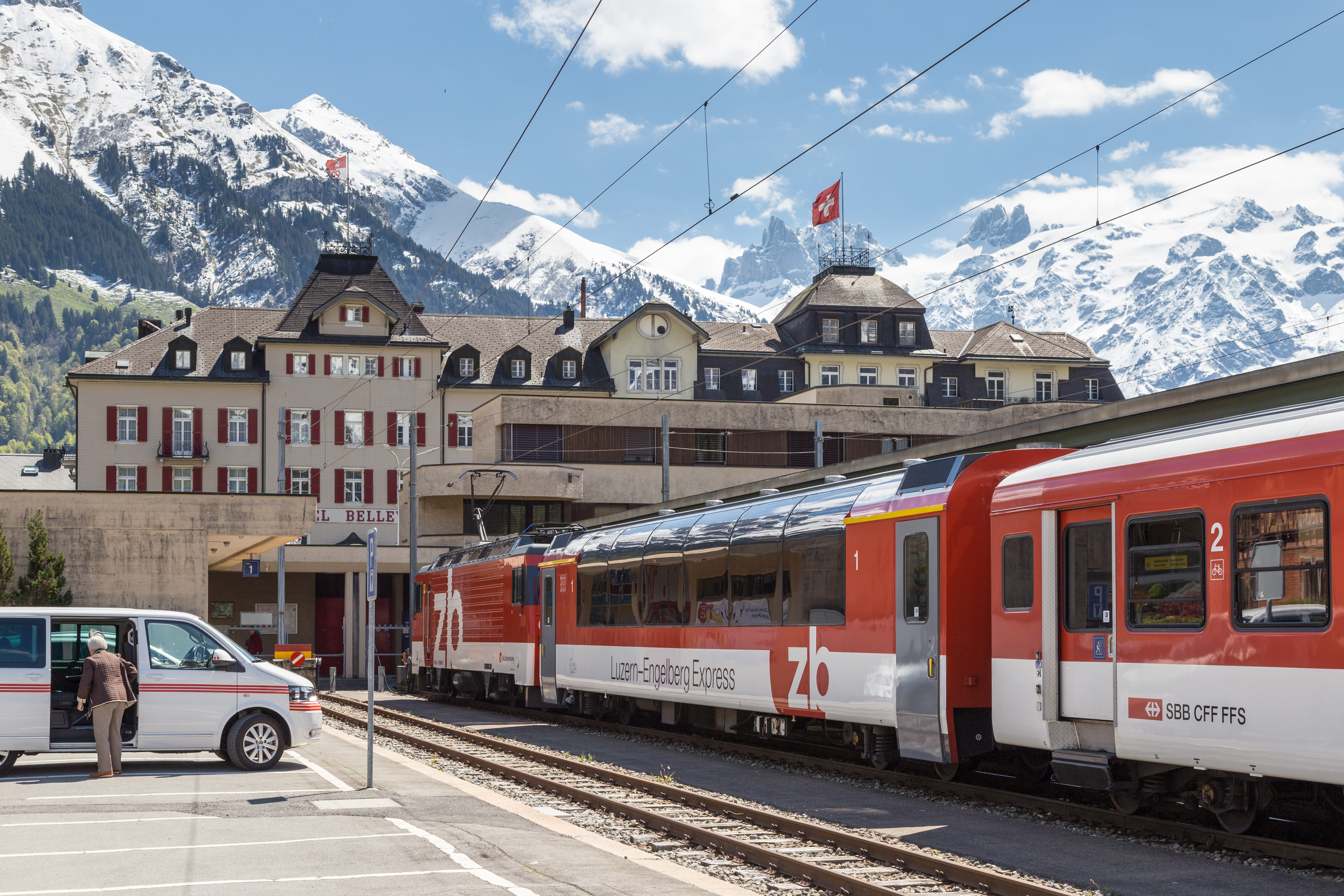
Luzern-Engelberg-Express im Bahnhof Engelberg

Der einzige natürliche Zugang führt von Norden, vom unteren Engelberger Tal her, über 5 km Weglänge und 500 Höhenmeter durch die steile, wilde, enge Aaschlucht. Die natürlichen Höhenpfade über den Jochpass Richtung Engstlensee und Berner Oberland, über den Storeggpass Richtung Melchtal und Sarnen und über den Surenenpass Richtung Uri und Reusstal sind noch weitaus länger, ebenfalls steil und beschwerlich und nur im Hoch- und Spätsommer passierbar.
Seit 1898 ist der Ort über die Zahnradstrecke der Stansstad–Engelberg-Bahn, von 1964 bis 2004 Luzern-Stans-Engelberg-Bahn (LSE) und ab 2005 Zentralbahn (zb) an das Bahnnetz angeschlossen. Erst 1931 wurde die Strasse von Norden her so ausgebaut, dass Engelberg auch im Winter mit Auto, Bus oder LKW erreichbar ist. Heutzutage dauert die Autofahrt von der Gotthard-Autobahn N2 und der Ausfahrt Stans-Süd nach Engelberg nur noch eine knappe halbe Stunde. Mit der Inbetriebnahme des neuen Bahntunnels nach Engelberg (am 12. Dezember 2010) verkürzt sich auch die Fahrzeit mit dem öffentlichen Verkehr auf 47 Minuten ab Luzern.
Die Trassen von Strasse und Bahnlinie sind aber stets von Muren und Hochwasser der Engelberger Aa bedroht. So wurden beim Hochwasser vom 22. August 2005 beide Trassen für etwa zwei Wochen unterbrochen und Engelberg von der Aussenwelt abgeschnitten. Während dieser Zeit stellten private Helikopterunternehmen und die Schweizer Armee den Transport von Personen und die Versorgung über eine Luftbrücke sicher. Erst knapp 17 Wochen nach dem Hochwasser war Engelberg wieder über die provisorisch instand gestellten Verkehrswege erreichbar. Zwischenzeitlich wurde der Verkehr über eine Notstrasse geführt.

## Tourismus und Sport

### Seilbahnen

#### Titlisregion

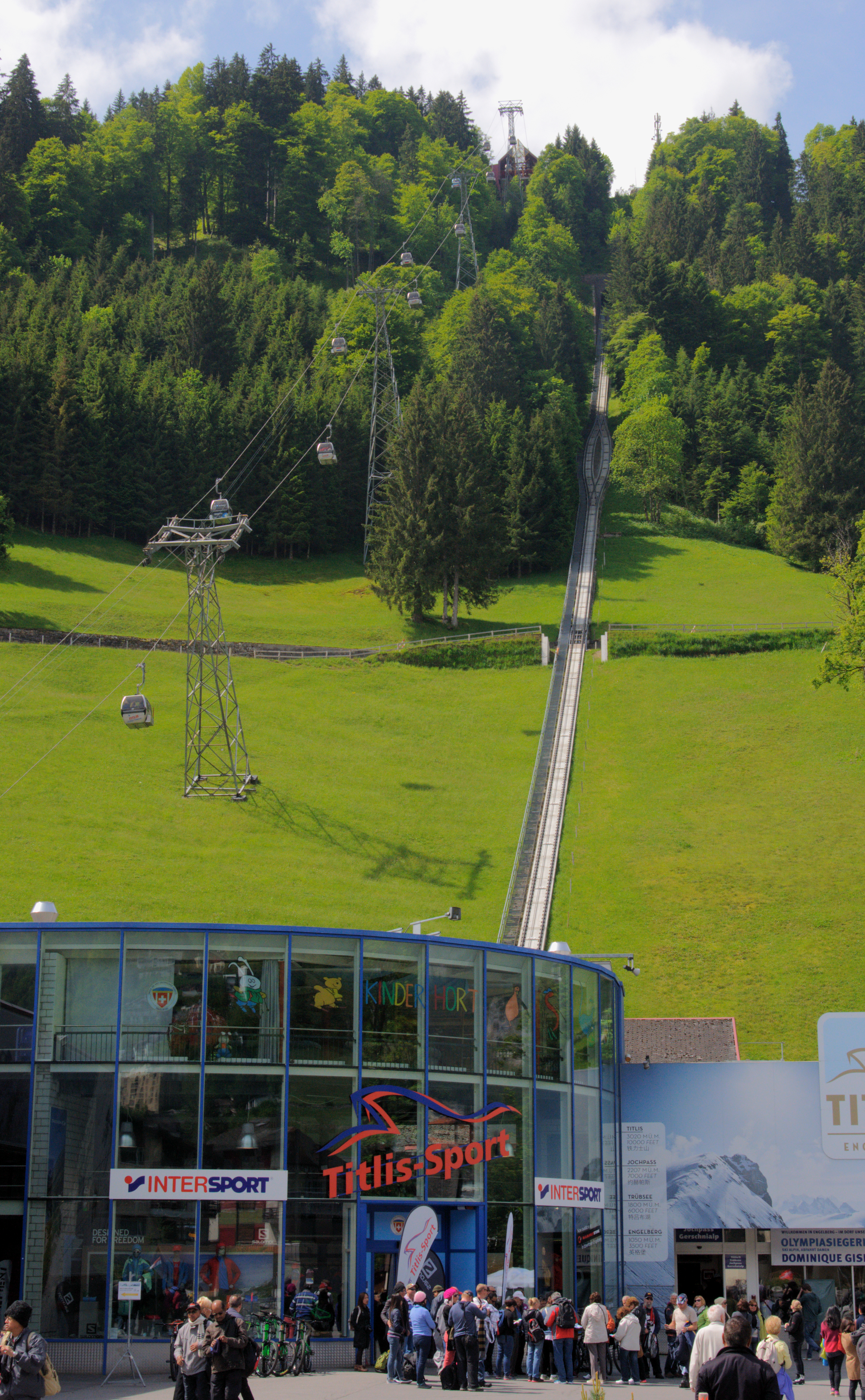
Talstation der Titlisbahnen. Links die Gondelbahn, rechts die erneuerte Trasse der alten Standseilbahn

Bereits 1913 wurde begonnen, die Titlisregion durch Seilbahnen und Skilifte zu erschliessen. In jenem Jahr wurde die Standseilbahn Engelberg-Gerschnialp eröffnet. 1927 eröffnete die erste Luftseilbahn von Gerschnialp nach Trübsee; 1938 wurde sie erweitert. Mit den Skiliften Trübsee-Jochpass und Trübsee-Bitzistock wurde 1943 und 1958 die Region um den Trüebsee weiter erschlossen. Weitere Skilifte kamen nach und nach hinzu. Die nach heutigen Massstäben kleine Luftseilbahn Gerschnialp-Trübsee war der steigenden Zahl der Skiläufer nicht mehr gewachsen. Parallel entstand deshalb 1959 eine weitere, grössere Pendelbahn, die die Gerschnialp in grosser Höhe überquert. 1965 wurde die Grosskabinen-Pendelbahn von Trübsee zur Station Stand und 1967 als oberste Sektion die Gletscherseilbahn Stand-Titlis eröffnet.
Um 1980 wurde auch dieses Angebot dem Andrang nicht mehr gerecht. Vor allem an der Talstation der alten Standseilbahn bildeten sich in der Hochsaison und an sonnigen Winter-Wochenenden grosse Trauben von Wartenden. 1984 wurde deswegen, parallel zu den bisherigen Anlagen, eine Gondelbahn eröffnet. Sie führt von der Talstation Engelberg bis nach Trübsee; an der Zwischenstation Gerschnialp können Passagiere aus- und zusteigen. Die alte Luftseilbahn von 1938 wurde dabei abgebaut. Die alte Standseilbahn und die Luftseilbahn von 1959 fahren nur noch selten, insbesondere bei technischen Störungen oder Überlastung der Gondelbahn. Allerdings wurde die Luftseilbahn von 1959 mit modernen, vollverglasten Panoramagondeln ausgestattet. Im Sommer wird aus diesen Gondeln Bungee-Jumping über der Gerschnialp 140 Meter in die Tiefe angeboten.
Zwischen 2014 und 2016 wurde eine neue Gondelbahn gebaut. Diese befördert die Gäste in Achterkabinen in 18 Minuten von Engelberg bis zur Station Stand (2400 m ü. M.), was einer Halbierung der vormaligen Fahrzeit entspricht.

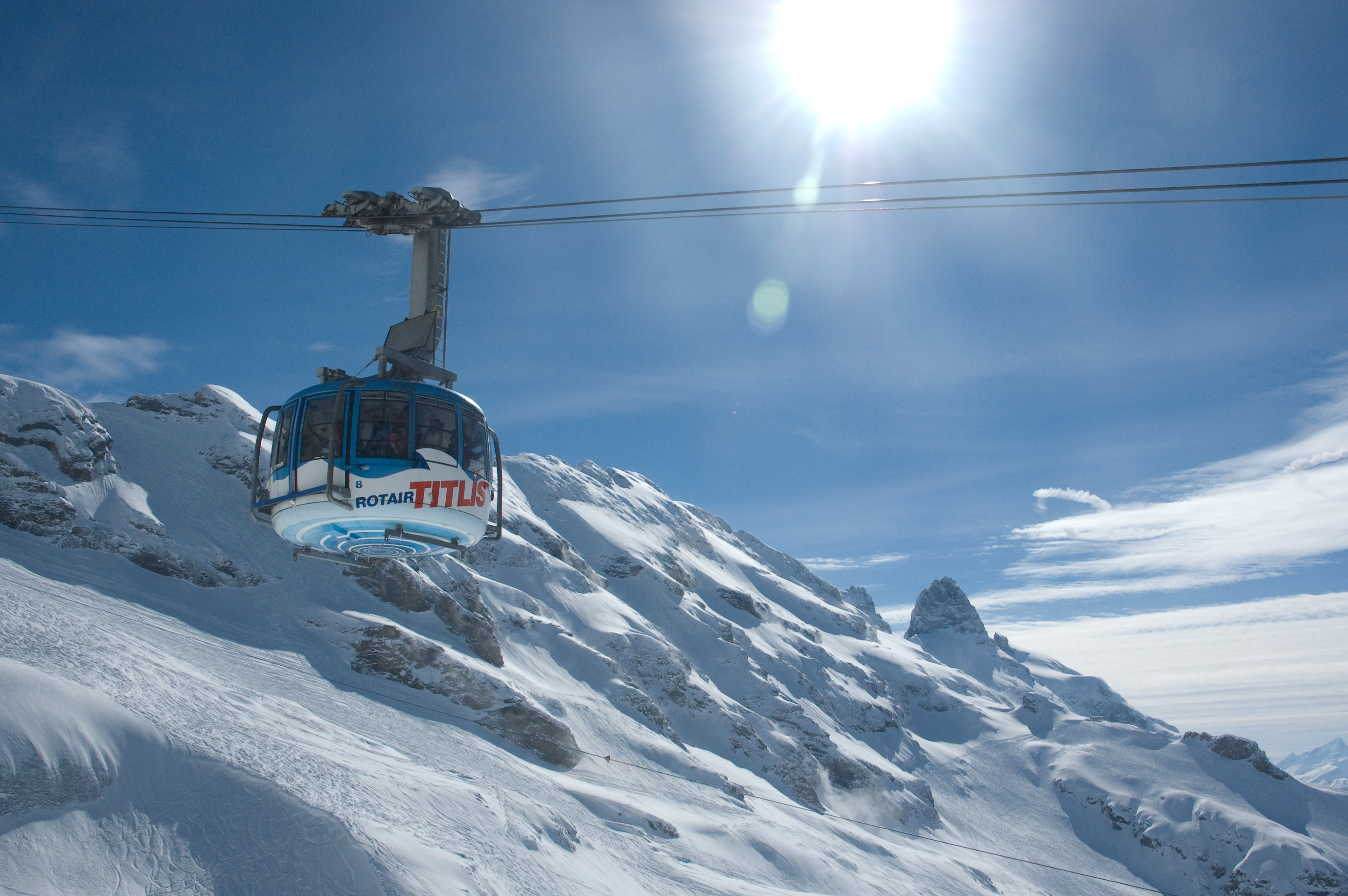
Gletscherseilbahn Rotair am Titlis, 2008
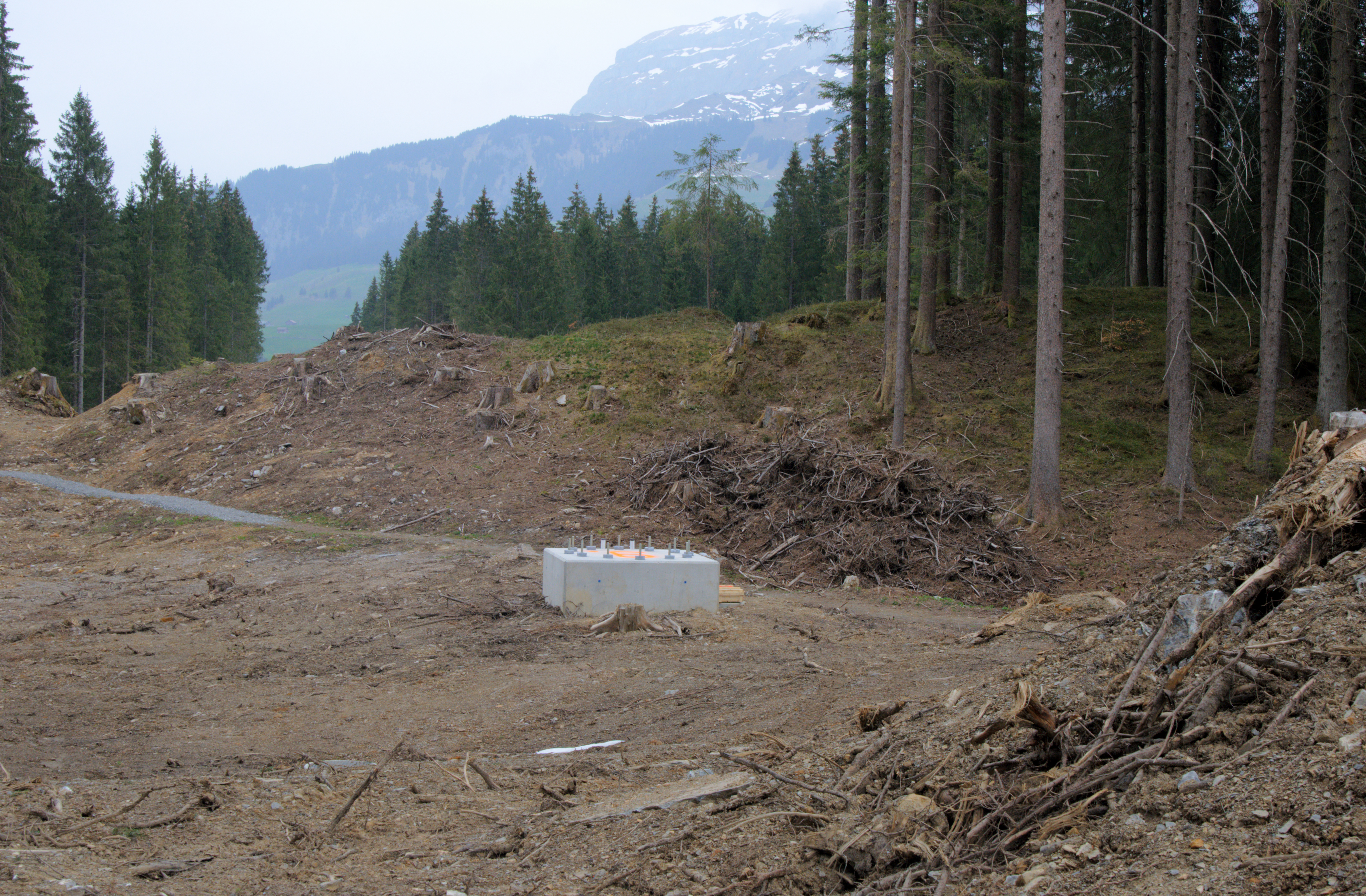
Bauschneise im Gerschniwald für die neue Gondelbahn, 2015

#### Brunni

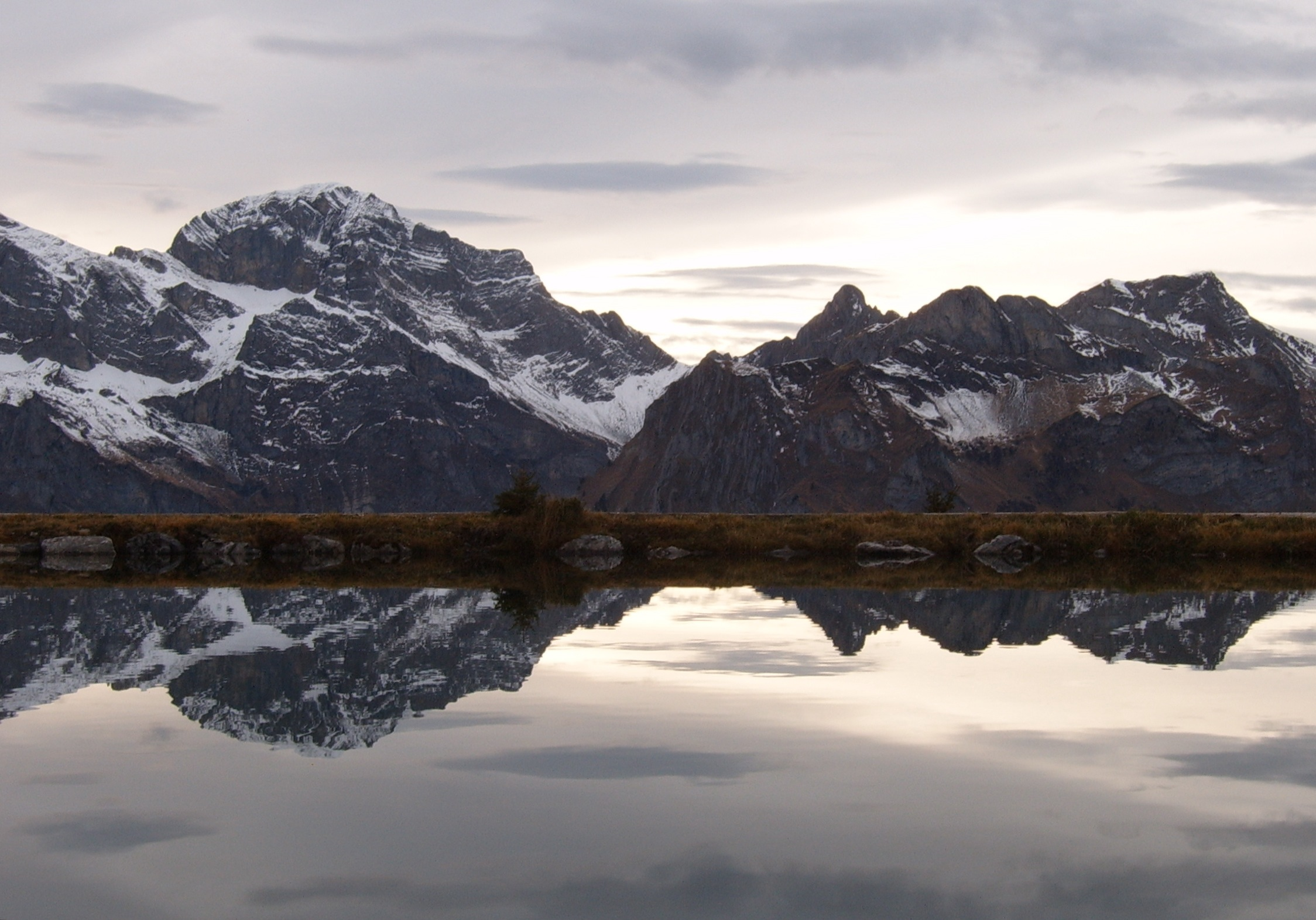
Härzlisee, Brunni

Auf der gegenüberliegenden Talseite betreiben die Brunni-Bahnen Engelberg AG eine moderne Luftseilbahn mit einer Kapazität von 65 Personen pro Gondel, welche 2009 erbaut wurde. Die vormalige Talstation der erstmals 1951 betriebenen Luftseilbahn nach Ristis wurde durch den Neubau vom Dorfzentrum nach der Ochsenmatte versetzt. Die Luftseilbahn führt zur Station Ristis (1601 m ü. M.) und zum Bergrestaurant Ristis. Ab Ristis fährt ein 3er-Sessellift nach Brunni bzw. zum Härzlisee (1860 m ü. M.). Diese beiden Seilbahnen werden ganzjährig betrieben. Im Winter sind zudem der Schlepplift Schonegg und bei der Talstation der Luftseilbahn auf der Klostermatte zwei Schlepplifte in Betrieb.

#### Fürenalp
Im oberen Talbereich bietet die kleine Fürenalpbahn mit mehreren Hundert Metern freier Höhe vor einer senkrechten Felswand ein Höhenerlebnis und eine Fahrt zu einer Hochterrasse. Dort bietet sich ein Ausblick über das darunter liegende Trogtal und die gegenüberliegende Bergkulisse mit den Dreitausendern Titlis, Gross Spannort, Chli Spannort und Schlossberg. Selten sind an der etwa 600 Meter hohen Felswand Base-Jumper anzutreffen.

#### Kleine Seilbahnen
Um Engelberg existieren einige kleinere Seilbahnen:
- Von Grafenort aus führt eine Luftseilbahn für vier Personen hinauf in den Brunniswald.
- Etwas oberhalb führt auf der anderen Talseite ein Buirebähnli auf die Rugisbalm und weiter zur Alp Eggen.
- Oberhalb von Unter Trüebsee führt eine Luftseilbahn steil über die Felskante hinauf in die Trüebseeregion. Sie ist beliebt bei Skifahren, die in den Morgenstunden das dann noch wenig befahrene Kanonenrohr mehrfach geniessen wollen.
- Etwas östlich der Klostermatte bietet die Bauernseilbahn Bord die Möglichkeit, individueller und preisgünstiger als mit der grossen Brunnibahn in die Brunniregion zu gelangen. Allerdings überwindet sie nicht so viel Höhenunterschied wie die Brunnibahn, sodass ein gewisser Anstieg in Kauf zu nehmen ist.

### Wintersport
Engelberg ist eines der Zentren des Skitourismus und vor allem an Wochenenden oder Feiertagen im Winter stark besucht. Das Gebiet mit der abwechslungsreichen Hochregion ist auch für Tiefschnee- und Tourenfahrer interessant. Jedoch kommen fast jedes Jahr Skiläufer oder Snowboarder zu Tode, weil Wetterlage oder Lawinenwarnungen missachtet oder die eigenen Fähigkeiten überschätzt werden.
Für Langläufer sind auf dem Talgrund bis zur Herrenrütialp, auf der Geschnialp und rund um den Trüebsee zwischen 5 und 15 km Spuren präpariert, sowohl für den klassischen als auch für den Skating-Stil.
Auf der Gross-Titlis-Schanze finden jährlich Wettbewerbe des Skisprung-Weltcups statt.

### Gleitschirmflugzentrum
Engelberg ist wegen seiner steilen Hänge und der verkehrsmässigen Erschliessung zu einem Gleitschirmflugrevier geworden. Seit Jahren besteht eine eigene Flugschule. Am beliebtesten sind Flüge von der Brunniseite und von der Fürenalp. Start- und Landeplätze sind markiert und mit Windsäcken ausgerüstet. Gelandet wird vor allem bei der neuen Brunnitalstation und auf der Herrenrütialp.
Bei guten Wetter und Wind-Bedingungen gelingen mehrstündige Höhen- und Thermikflüge. Geflogen wird im Sommer und im Winter, dann oft mit Skiern.

### Wandern und Klettern

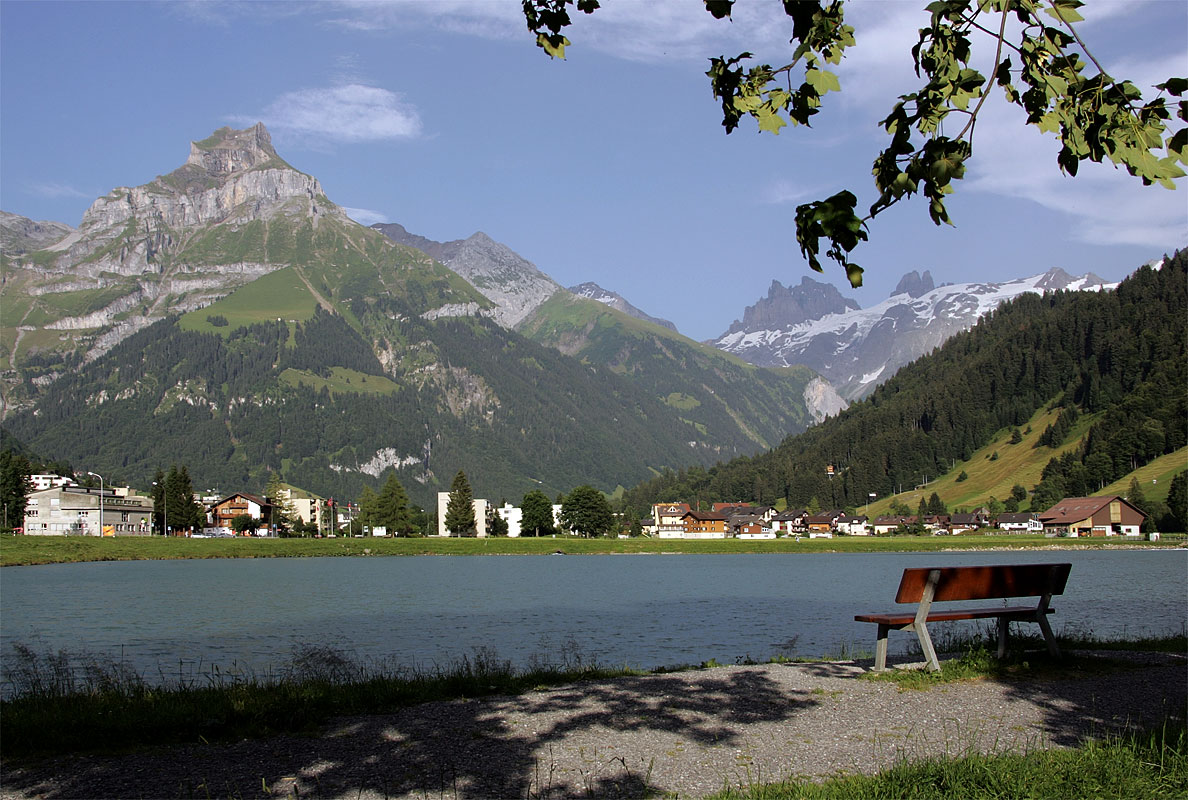
Engelberg

Engelberg und die umgebenden Berge bieten reichlich Spazier-, Wander- und Klettermöglichkeiten.
Spazierwege (Beispiele):
- Professorenweg durch den schattigen Talgrund vom Dorf bis zum Auenwald Eienwäldli.
- Rundweg auf der Gerschnialp (mit der Seilbahn erreichbar)
- Höhenwege auf dem Brunni (mit der Seilbahn erreichbar)

Die folgenden Wanderungen sind nur eine kleine Auswahl aus Dutzenden von Möglichkeiten. Sie erfordern alle festes Schuhwerk (Bergschuhe):
- Durch die Aaschlucht hinunter nach Grafenort. Zurück entweder mit der Luzern-Stans-Engelberg-Bahn oder mit der winzigen, abenteuerlichen Seilbahn hoch zum Brunniswald und weiter über den Höhenpfad zum Brunni.
- Über die Herrenrüti-Alp und das obere Engelberger Tal zum Wasserfall Stäuber und zur Fürenalp. Zurück mit der Seilbahn (3,5 Stunden, 900 Höhenmeter Anstieg).

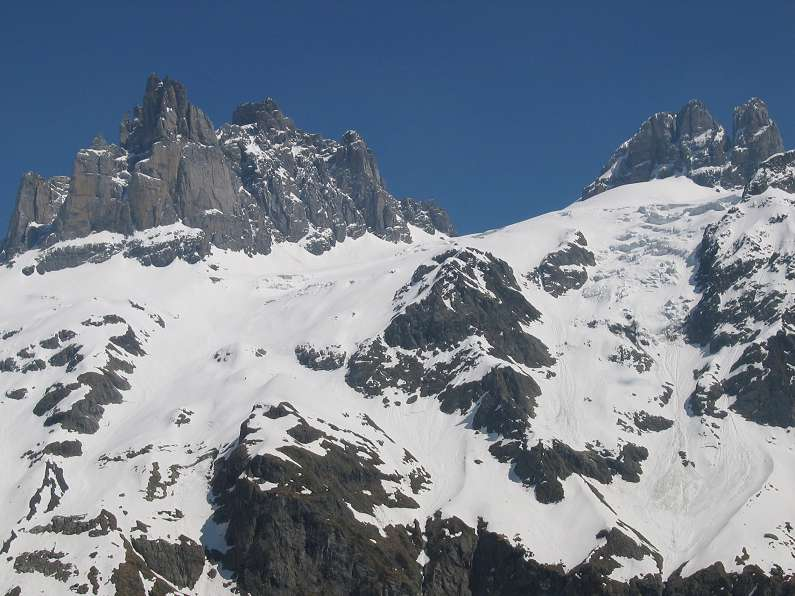
Spannörter
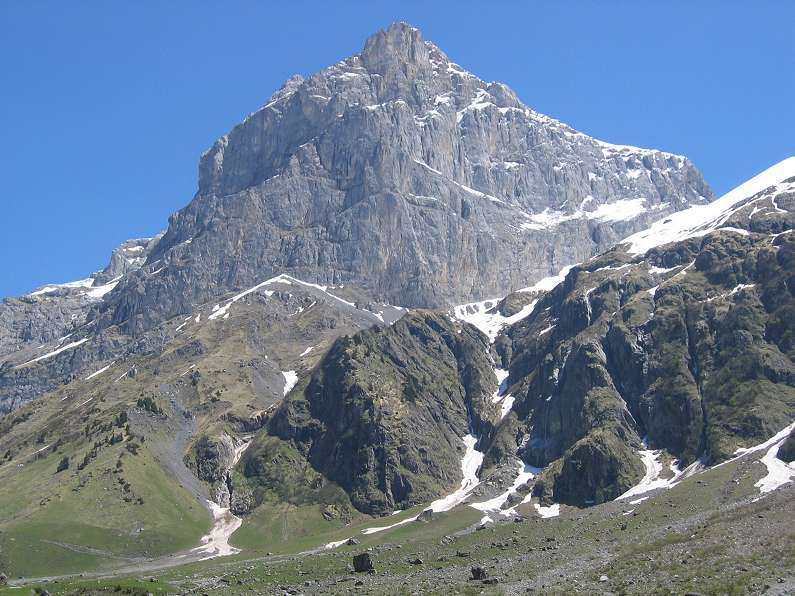
Unbenannter Gipfel (2952 m) vor dem Hinter Schloss (3133 m, nicht sichtbar, höchster Gipfel des Schlossbergs)
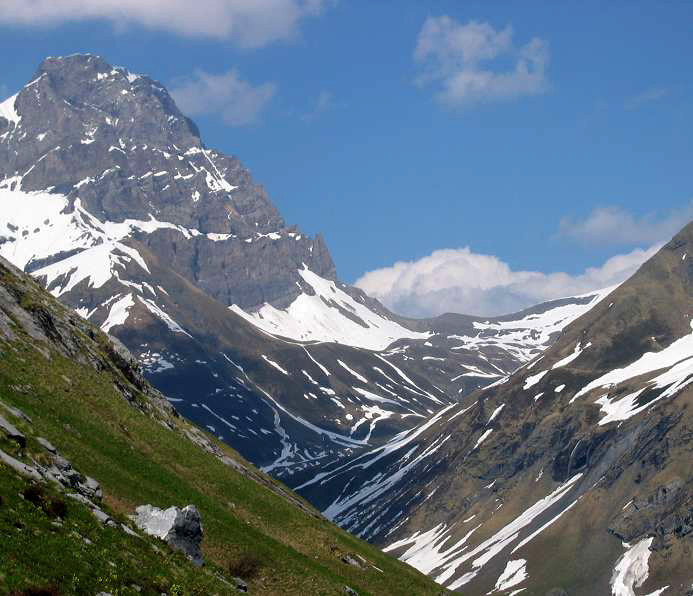
Surenenpass und Blackenstock (2930 m) zur Linken
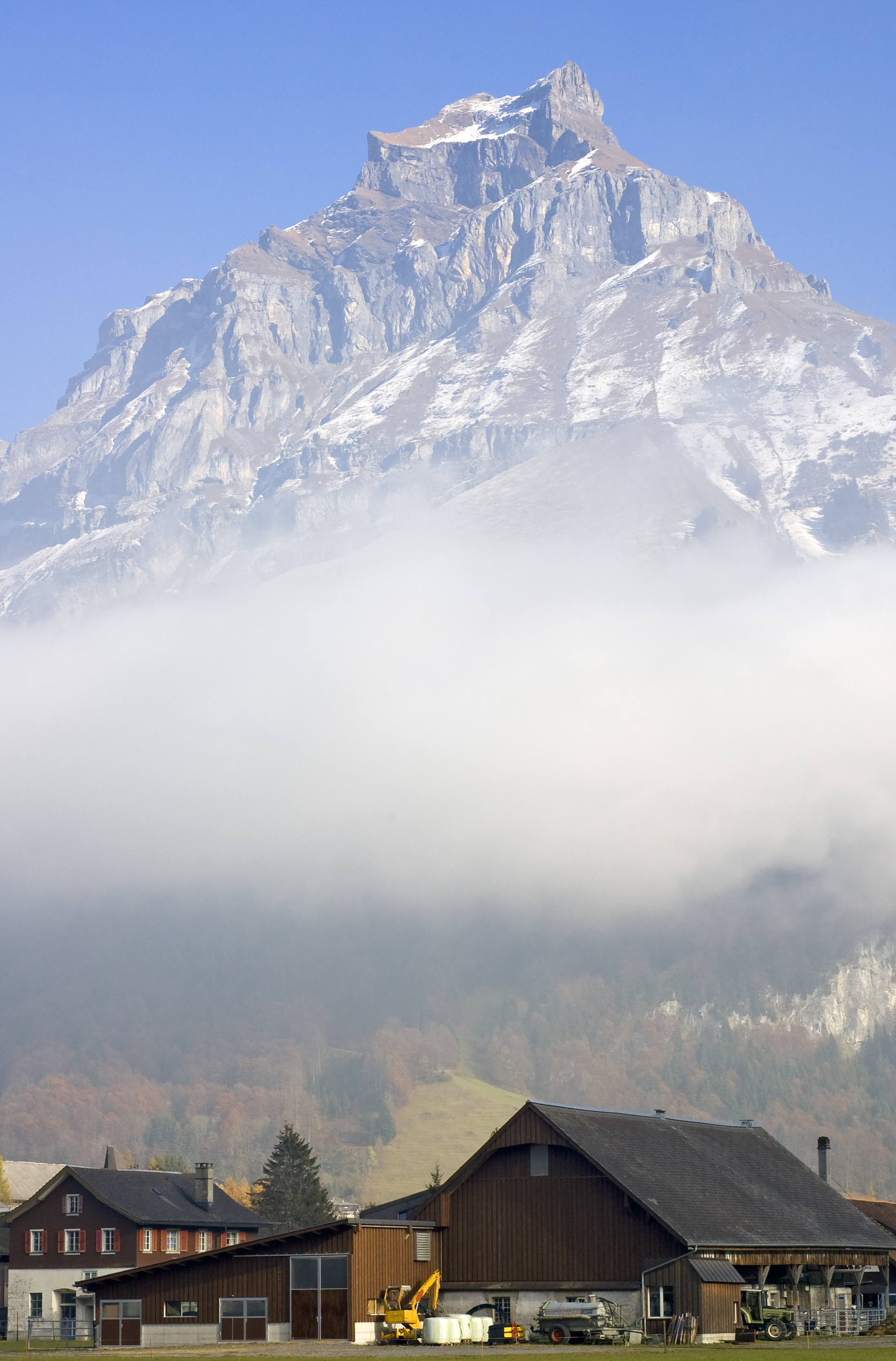
Hahnen
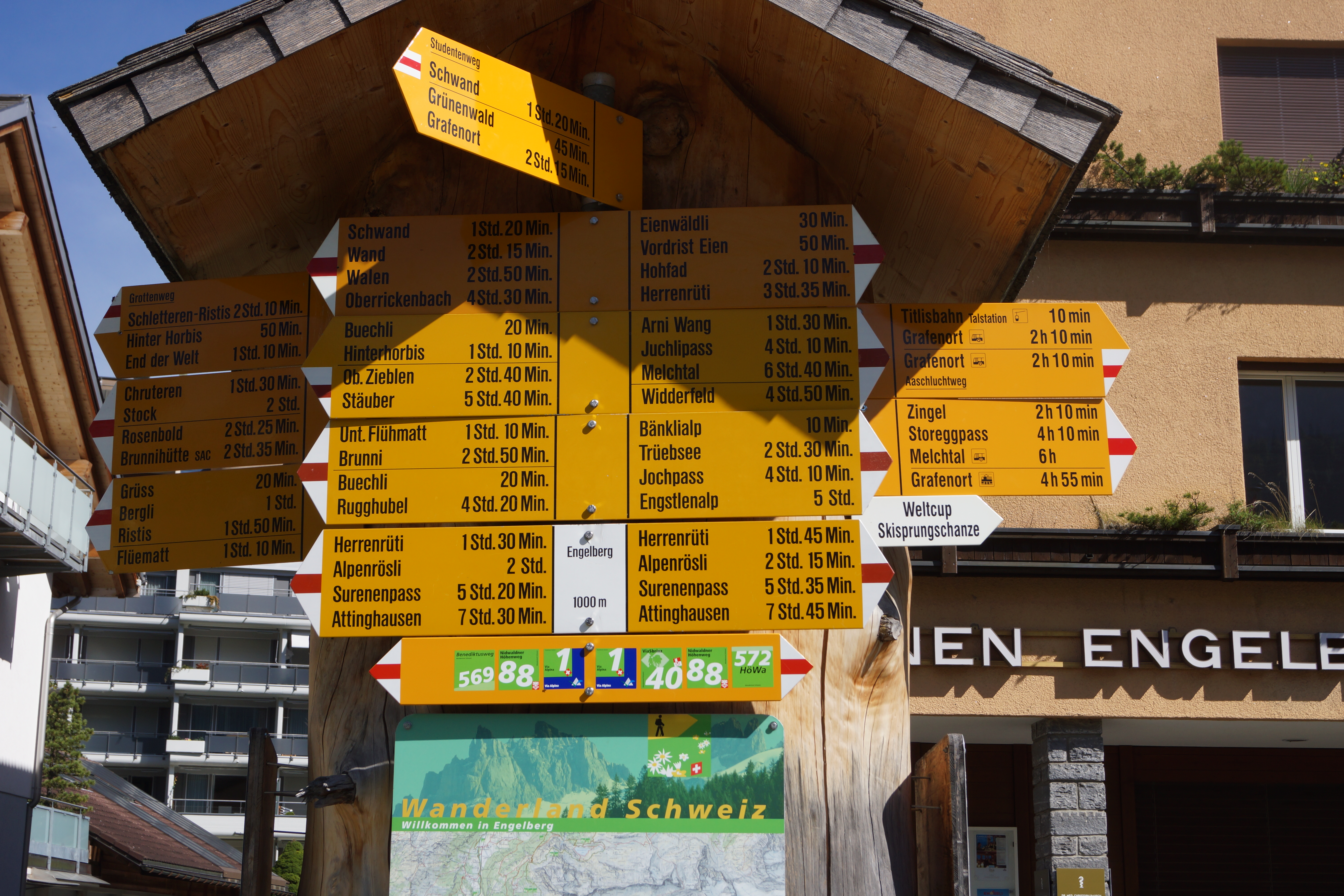
Wanderwegweiser am Bahnhof Engelberg

- Vom Brunni über die Hochterrassen unterhalb der Walenstöcke bis nach Oberrickenbach (3,5 Stunden, wenn man bis Brunni die Seilbahn benutzt). Zurück mit Postauto und Bahn.
- Tageswanderung über den Surenenpass nach Attinghausen, zurück mit Bus und Bahn (9 Stunden, fast 20 km, mehr als 1200 m Anstieg, Kondition erforderlich, nur im Hoch- und Spätsommer möglich). Phantastischer Blick vom Surenenpass über das Reusstal und den Urnersee.
- Vier-Seen-Wanderung über Trüebsee, Jochpass, Engstlensee, Tannensee, Melchsee zur Stöckalp im oberen Melchtal (neun Stunden, Kondition erforderlich, aber etliche Möglichkeiten, mit Seilbahnen oder Sesselliften den Fussmarsch zu verkürzen). Zurück mit Postauto und Bahn.
- Wanderung zum Rugghubel.

In den Jahren vor 2004 wurden Klettersteige verschiedener Schwierigkeitsgrade an der Fürenalp-Wand, am Brunnistock, am Graustock und am Rigidalstock eingerichtet. Der Klettersteig am Brunnistock kann auch im Winter begangen werden.

### Seilziehen
Der Luzerner Hotelier Fugi Fuchs, seit 1967 Präsident der Tug of War International Federation (TWIF), versuchte seit 1965, den Seilziehsport auch in der Schweiz zu etablieren. 1970 schliesslich wurde, als erster Seilziehclub der Schweiz, der Engelberger Seilziehclub gegründet. 1974 richtete man die Europameisterschaft im Dorf aus und wurde Fünfter hinter England. 1975 folgte der erste namhafte Erfolg: Hinter England wurde ein gemischtes Team aus Engelberg und Wolfenschiessen Vizeweltmeister in der Klasse bis 720 kg.
Damit etablierte sich der Engelberger Club in der nationalen und internationalen Spitzenklasse. Bis 2010 wurden 33 Schweizer Meistertitel, 9 Open-Weltmeisterschaftstitel und 10 Open-Europameisterschaftstitel errungen.

## Persönlichkeiten
Der aus Bosco/Gurin stammende Priester Joachim Albini (* 22. Mai 1666 in Einsiedeln als Johann Jakob Albini; † 11. Juli 1724 in Engelberg) war ab 1694 Abt des Klosters von Engelberg. Er pflegte enge Beziehungen zu den Kapuzinern in Stans.
Der Topograph Joachim Eugen Müller (1752–1833) lebte und arbeitete in Engelberg, war Statthalter des Ortes, Talweibel und Mitglied im Munizipal- und Kantonsrat.
Die Schriftstellerin und Alpinistin Felicitas von Reznicek (1904–1997) wohnte viele Jahre in Engelberg und starb auch dort.
Der Engelberger Fotograf und Grafikdesigner Herbert Matter (1907–1984) gilt als Begründer des modernen Fotoplakats in der Schweiz.
Fritz Feierabend (1908–1978) aus Engelberg gehörte zu den erfolgreichsten Schweizer Bobpiloten.
Der Fussballtrainer Ottmar Hitzfeld (* 1949) (Schweizer Fussballnationalmannschaft, FC Bayern München, Borussia Dortmund) hat ein Domizil am Brunnihang.
Die Skirennfahrerin und sechsfache Weltmeisterin Erika Hess (* 1962) wurde in Engelberg geboren und wuchs auf dem Hof Aeschi in Altzellen (Nidwalden) nahe dem Ortsteil Grafenort auf. Ein Teil der Skiabfahrt vom Stand nach Rindertitlis ist nach ihr benannt: die Piste Erika.
Aus Engelberg stammen die Skirennfahrer-Geschwister Dominique (* 1985), Marc (* 1988) und Michelle Gisin (* 1993), sowie der Autorennfahrer Fabio Scherer (* 1999).

## Sehenswürdigkeiten

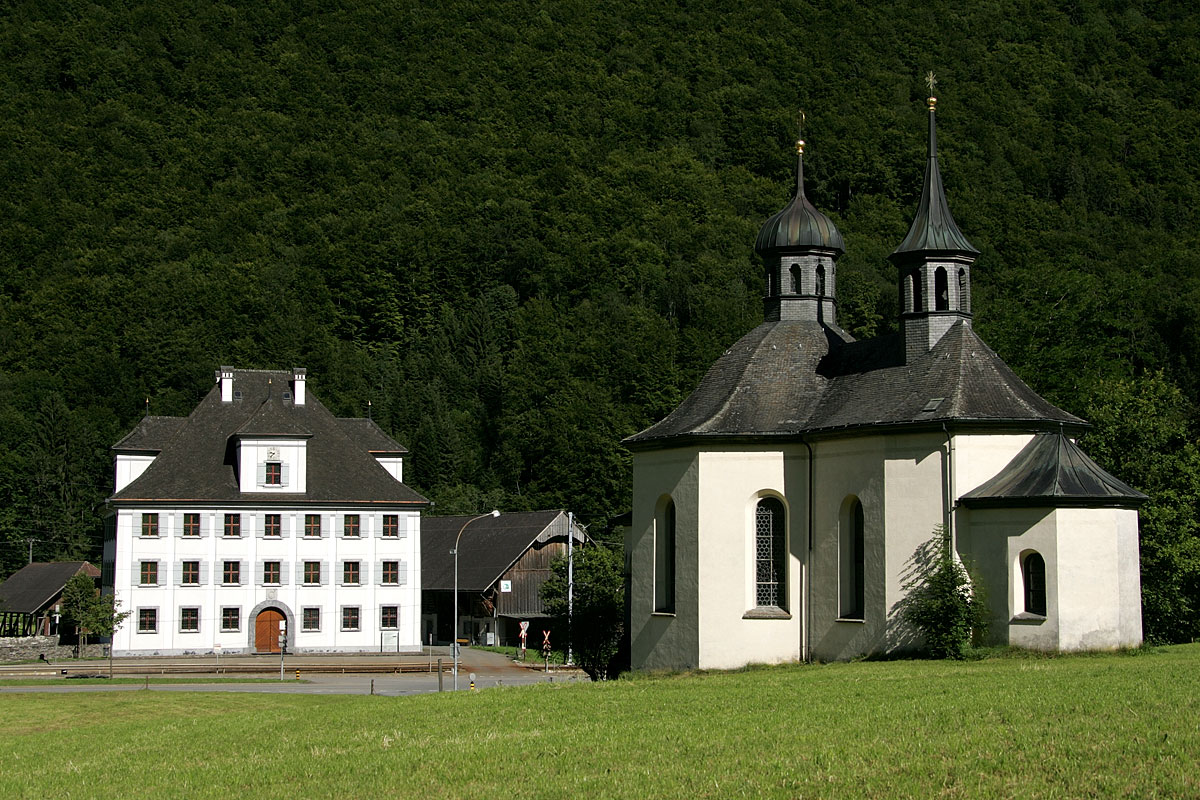
Grafenort: Herrenhaus und Kapelle

Im Dorf Engelberg ist das Kloster Engelberg mit der Klosterkirche und der Schaukäserei die wichtigste Sehenswürdigkeit. Die Orgel des Klosters Engelberg ist die grösste Orgel der Schweiz. Das Talmuseum Engelberg zeigt eine historische Sammlung aus der Region zur Herrschaft der Abtei Engelberg.
In der Ortschaft Grafenort steht eine barocke Gebäudegruppe bestehend aus dem Herrenhaus (1690), der Kapelle zum Heiligen Kreuz (1689) und dem Wirtshaus (1778). Im Weiler Altzellen befindet sich die Kapelle St. Joder aus dem Jahre 1482, die 1601 vergrössert und 1789 renoviert wurde. Die Kapelle Bettelrüti am Hang des Wellenbergs wurde 1689 erbaut. Der barocke Hochaltar stammt ursprünglich aus der Stiftskirche Beromünster.